# Francisco Rojas San Román
Francisco Lauro Rojas San Román (Cuautitlán Izcalli, Estado de México, 19 de octubre de 1956-Naucalpan de Juárez, Estado de México, 6 de febrero de 2018) fue un político mexicano. Se desempeñó como miembro del Partido Revolucionario Institucional (PRI), partido político para el que ocupó el cargo de diputado federal en dos ocasiones.

## Carrera política
Francisco Rojas San Román tenía estudios de ingeniero químico industrial. Se dedicó a actividades privadas como fundador de la empresa Auto líneas Fros y Grupo Fros.
Como militante del Partido Revolucionario Institucional participó en diversas campañas y actividades como presidente seccional, consejero político municipal, estatal y nacional, así como coordinador general de campaña.
En 1997, fue elegido regidor al Ayuntamiento de Cuautitlán Izcalli que ocupó el periodo de ese año a 2000, y que encabezó el presidente municipal Julián Angulo Góngora del PAN. 
En dos ocasiones fue elegido diputado federal en representación del distrito 7 del estado de México, a la LXI Legislatura de 2009 a 2012 en la que ocupó los cargos de secretario de la comisión de Transportes e integrante de las comisiones de Seguridad Pública y Turismo; y a la LXIII Legislatura de 2015 y que terminaría en 2018, en esta legislatura fue secretario de la comisión de Transportes e intregante de las de la Ciudad de México y Jurisdiccional. Entre 2012 y 2015, fue diputado al Congreso del Estado de México. 

### Asesinato
En enero de 2018, presentó su solicitud de licencia al cargo de diputado federal y se registró como precandidato del PRI a la presidencia municipal de Cuautitlán Izcalli. El 3 de febrero, sufrió un atentado contra su vida en la localidad de San Lorenzo Río Tenco, en Cuautitlán Izcalli, donde fue herido con un arma de fuego; luego de que sus heridas empeoraran el 6 de febrero, falleció a los 61 años de edad en Naucalpan de Juárez, mientras se encontraba siendo trasladado en ambulancia a un hospital de Ciudad de México.